# Lautersheim
Lautersheim là một đô thị thuộc thuộc huyện Donnersberg, Đức. Đô thị Lautersheim có diện tích 3,72 km², dân số thời điểm ngày 31 tháng 12 năm 2006 là 652 người.